# Thibo Baeten
Thibo Roger Baeten (Aalst, 4 giugno 2002) è un calciatore belga, attaccante del Go Ahead Eagles.

## Carriera

### Club
Ha iniziato la sua carriera nell'accademia giovanile del Club Bruges. Il 22 agosto 2020 ha debuttato con la squadra riserve, il Club NXT, in seconda divisione contro il RWDM47. È entrato in campo al 79º minuto.
Ha segnato il suo primo gol professionistico il 13 settembre 2020 contro l'Union Saint-Gilloise. Il match è terminato 1-1.
Nell'inverno del 2021 ha espresso il suo desiderio di lasciare il club Bruges, con cui aveva il contratto in scadenza. Ha ricevuto proposte dal Cercle Bruges e dall'Italia. Il 22 gennaio 2021 ha firmato un contratto con gli olandesi del N.E.C. fino a metà 2024. Il 5 marzo 2021 ha segnato il suo primo gol nella vittoria per 7-0 contro l'Helmond Sport.
Il 23 maggio 2021 ha ottenuto la promozione in Eredivisie battendo il NAC Breda 2-1 nella finale dei play-off. Non ha tuttavia giocato negli spareggi.
Il 3 agosto 2021 si e unito al Torino in prestito con opzione di acquisto. Si è unito alla squadra Under-19.
Il 10 aprile 2022 si è unito al Beerschot VA in prestito per la stagione 2022-23, con opzione di acquisto. Terminato il prestito, il 5 luglio 2023 il Beerschot ha utilizzato la sua opzione per rendere il trasferimento permanente, e Beaten ha firmato un contratto di tre anni con il club, con opzione per un ulteriore anno.
Tuttavia, il giorno successivo, si è trasferito in Eredivisie al Go Ahead Eagles con cui ha firmato un contratto di tre anni.

### Nazionale
Ha giocato nelle nazionali giovanili belghe Under-15, Under-17, Under-18, Under-19 ed Under-21.

## Statistiche

### Presenze e reti nei club
Statistiche aggiornate al 31 ottobre 2023.
| Stagione        | Squadra         | Campionato      | Campionato | Campionato | Coppe nazionali | Coppe nazionali | Coppe nazionali | Coppe continentali | Coppe continentali | Coppe continentali | Altre coppe | Altre coppe | Altre coppe | Totale | Totale | Totale |
| Stagione        | Squadra         | Comp            | Pres       | Reti       | Comp            | Pres            | Reti            | Comp               | Pres               | Reti               | Comp        | Pres        | Reti        | Pres   | Reti   |        |
| --------------- | --------------- | --------------- | ---------- | ---------- | --------------- | --------------- | --------------- | ------------------ | ------------------ | ------------------ | ----------- | ----------- | ----------- | ------ | ------ | ------ |
| 2020-gen. 2021  | Club NXT        | D2              | 15         | 6          |                 | -               | -               |                    | -                  | -                  |             | -           | -           | 15     | 6      |        |
| gen.-giu. 2021  | N.E.C.          | 1D              | 10         | 1          | CO              | 1               | 0               |                    | -                  | -                  |             | -           | -           | 11     | 1      |        |
| 2022-2023       | Beerschot VA    | D2              | 30         | 13         | CB              | 2               | 1               |                    | -                  | -                  |             | -           | -           | 32     | 14     |        |
| 2023-2024       | Go Ahead Eagles | ED              | 4          | 0          | CO              | 1               | 1               |                    | -                  | -                  |             | -           | -           | 5      | 1      |        |
| Totale carriera | Totale carriera | Totale carriera | 59         | 19         |                 | 4               | 1               |                    | -                  | -                  |             | -           | -           | 63     | 20     |        |